# Charlie Angus

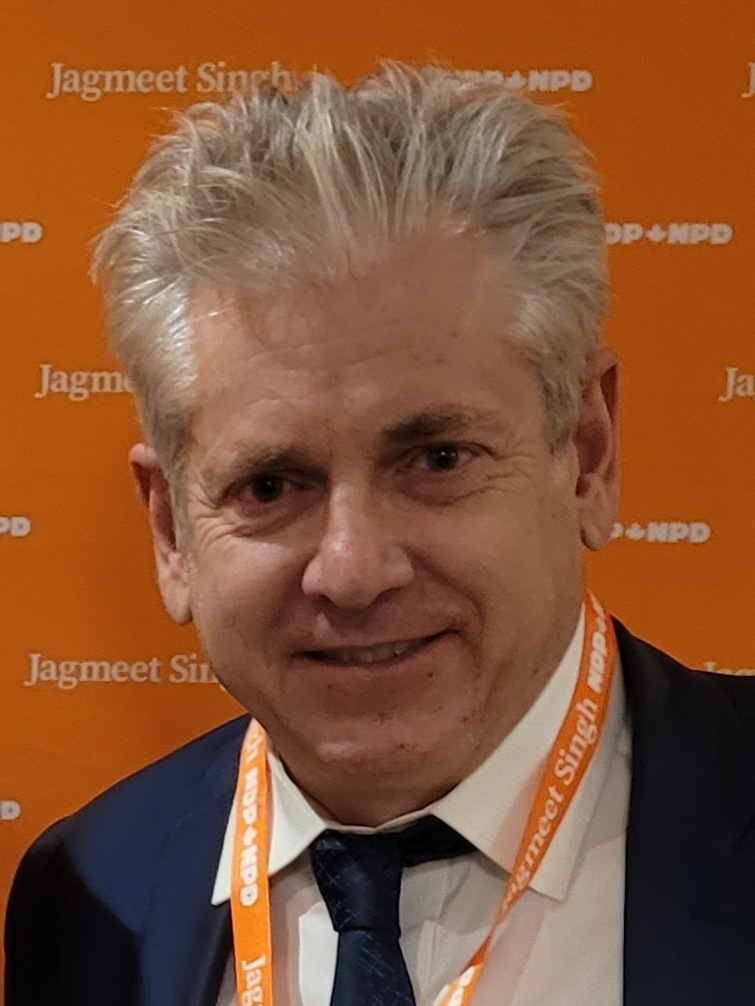
Charlie Angus, 2023

Charles Joseph Angus (* 14. November 1962 in Timmins, Ontario), bekannt als Charlie Angus, ist ein kanadischer Autor, Journalist, Rundfunksprecher, Musiker und Politiker. Als Mitglied der Neuen Demokratische Partei (NDP) war er von 2004 bis 2025 Abgeordneter des Unterhauses für den Wahlkreis Timmins–James Bay.

## Frühes Leben
Angus wurde in Timmins, Ontario, geboren und zog 1973 nach Toronto, wo er 1980 zusammen mit seinem Jugendfreund Andrew Cash die Punkrockband L'Étranger gründete. Angus spielte Bass und war Co-Autor vieler Songs der Gruppe, die von The Clash und den katholischen Wurzeln der Gruppe für soziale Gerechtigkeit beeinflusst waren. L'Étranger ist vor allem für ihre Anti-Apartheid-Single „One People“ bekannt, eines der ersten unabhängigen Videos, das auf dem damals neuen MuchMusic gespielt wurde. Angus war später Mitbegründer der alternativen Folk-Gruppe Grievous Angels. Er tritt weiterhin gelegentlich mit der Gruppe auf und veröffentlichte 2021 ein neues Album.
Angus war in den 1980er Jahren ein Gemeindeaktivist in Toronto, wo er zusammen mit seiner Frau Brit Griffin ein Catholic-Worker-Haus und ein Obdachlosenheim für Männer gründete. 1990 zog er mit seiner jungen Familie nach Cobalt, Ontario, und 1995 gründeten Brit und Charlie HighGrader, ein Magazin, das sich dem Leben und der Kultur Nordontarios widmet. 1999 erhielt er vom Northern Lights Festival Boréal in Sudbury eine Auszeichnung für seine herausragenden Beiträge zur Kultur Nordontarios.

## Politische Karriere
Angus trat bei den Wahlen 2004 als Kandidat der Neuen Demokratischen Partei im Wahlkreis Timmins-James Bay in Ontario in die Politik ein und gewann mit weniger als 600 Stimmen Vorsprung. Im Jahr 2005 konfrontierte ihn sein Pfarrer John Lemire und drohte, ihm die heilige Kommunion zu verweigern, wenn er mit seiner Partei für die Legalisierung der gleichgeschlechtlichen Ehe stimmen würde. Angus blieb standhaft und ihm wurde die Kommunion verweigert. Die Behandlung von Angus löste eine breite öffentliche Reaktion aus, sowohl bei denen, die die Haltung der Kirche unterstützten, als auch bei denen, die Angus unterstützten.
Im Jahr 2011 wählte ihn die Sendung 'Power Play' von CTV News Channel unter die drei besten Abgeordneten des Jahres, zusammen mit dem damaligen Premierminister Stephen Harper und dem NDP-vorsitzenden Jack Layton. 2012 wurde er von der Zeitschrift Maclean’s als einer der 25 einflussreichsten Kanadier benannt. Am 20. Februar 2017 meldete sich Angus offiziell für das NDP-Führungsrennen an, um Thomas Mulcair zu ersetzen. Er belegte mit 19,4 % der Stimmen den zweiten Platz und verlor gegen Jagmeet Singh.
Am 4. April 2024 gab Angus bekannt, dass er bei den Kanadische Unterhauswahl 2025 nicht mehr zur Wiederwahl antreten und in den Ruhestand gehen werde.